# Efecte Venus

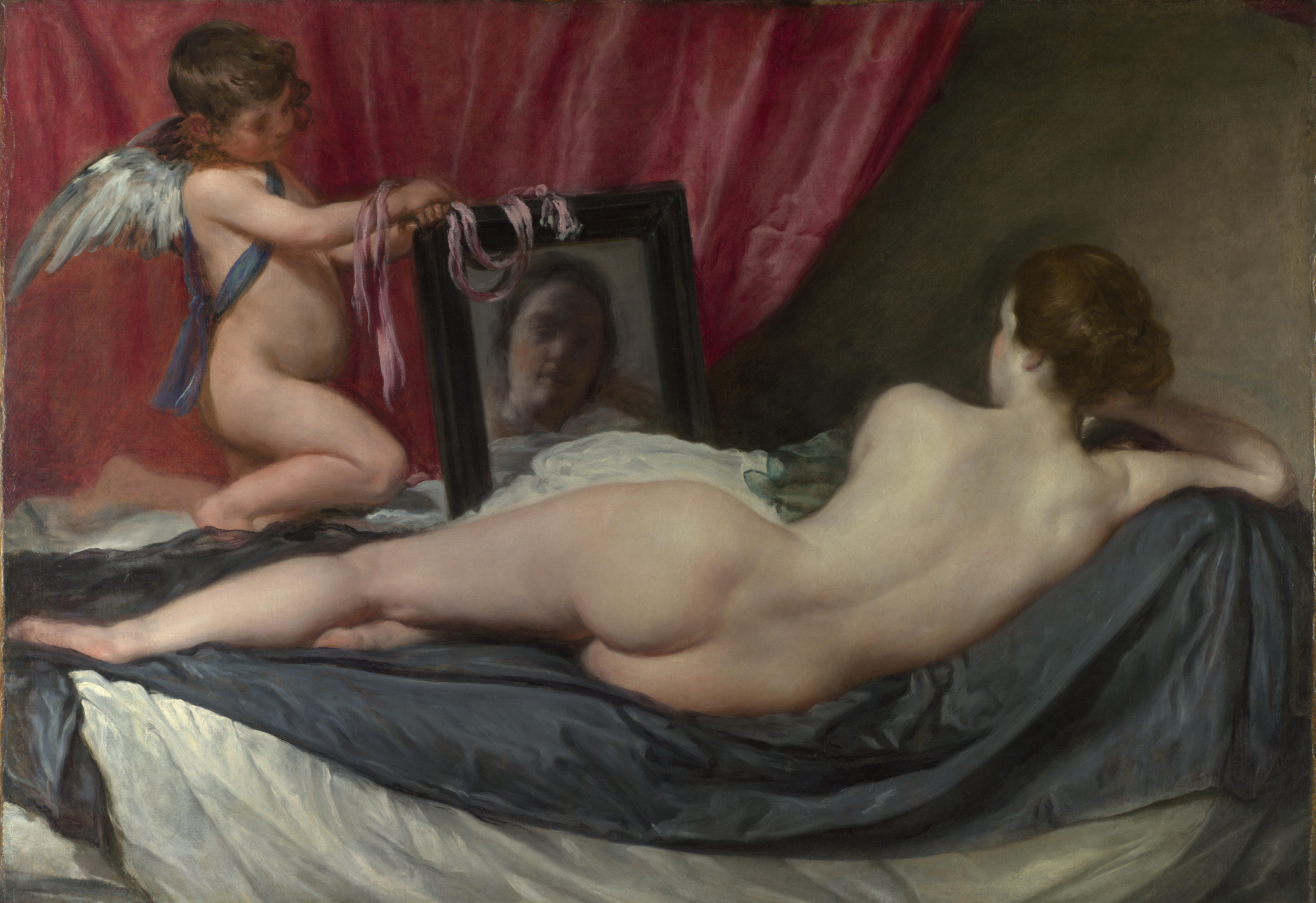
La "Venus del mirall" de Diego Velázquez, és un clar exemple de l'efecte Venus

L'efecte Venus és un fenomen en la psicologia de la percepció que rep el seu nom per la relació que manté amb moltes pintures famoses en les que la vanitosa deessa Venus apareix mirant-se en un mirall. Malgrat no és possible degut a una qüestió d'angles i proporcions, aquest efecte fa que l'espectador pensi que Venus està mirant-se a si mateixa quan en realitat està contemplant el pintor o l'espectador, establint així una comunicació visual. Si en lloc de fer-ho d'aquesta manera, els o les artistes haguessin decidit retratar el que veien de manera objectiva, el quadre perdria molt realisme.
Alguns dels quadres de Venus en els que podem trobar aquest efecte són "Venus el mirall" de Diego Velázquez, "Venus davant del mirall" de Paolo Veronese, "Venus amb un mirall" de Ticià i "Venus davant del mirall" de Peter Paul Rubens. També és possible trobar exemples en quadres que no retraten a la deessa com el tapís flamenc "La dama i l'unicorn" o el quadre impressionista "Mare i filla" de Mary Cassatt.

## En el cinema
Aquest efecte també és aplicable a la fotografia i al cinema, pel que ha estat utilitzat tan per antics pintors com per directors cinematogràfics moderns. Un clar exemple d'aquest efecte es dona quan un actor o actriu es mira en un mirall. Els punts de vista del mirall que obtenen l'actor o actriu i l'espectador no són els mateixos, ja que la càmera no se situa exactament al darrere del actor perquè axí sigui, sinó que es col·loca en un altre lloc, ja que sinó aquesta es trobaria a la vista de l'espectador.